# Loena Hendrickx
Loena Hendrickx (* 5. November 1999 in Turnhout, Flandern) ist eine belgische Eiskunstläuferin, die in Wettbewerben im Einzellauf antritt. Sie ist die Europameisterin 2024 und war Teilnehmerin der Olympischen Winterspiele 2018 und 2022.

## Persönliches
Ihr Bruder Jorik Hendrickx ist ebenfalls Eiskunstläufer und nahm an den Olympischen Spielen 2014 und 2018 teil.

## Karriere

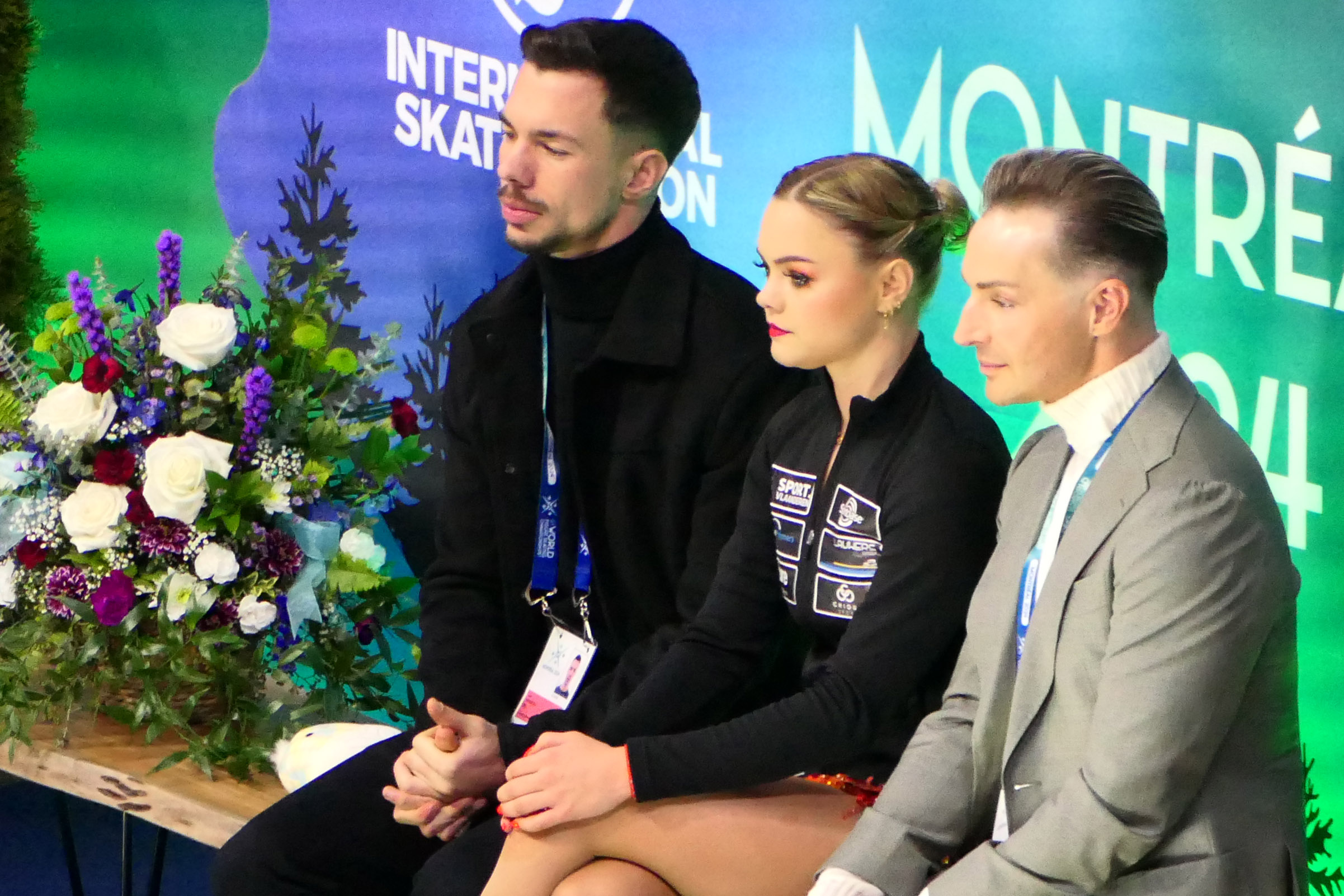
Hendrickx mit ihrem Bruder Jorik (links) und dem Choreographen Adam Solya (rechts) bei den Eiskunstlauf-Weltmeisterschaften 2024

Hendrickx wurde in der Saison 2016/17 zum ersten Mal belgische Meisterin. Bei ihren ersten Europameisterschaften belegte sie Rang 7 und bei ihren ersten Weltmeisterschaften Rang 15. Zudem siegte sie beim Challenge Cup in Den Haag.
In der folgenden Saison 2017/18 wurde sie erneut belgische Meisterin. Mit Platz 8 im Kurzprogramm und Platz 5 in der Kür erreichte sie bei den Europameisterschaften im Januar im Gesamtergebnis Platz 5. Bei den Weltmeisterschaften im März erreichte sie mit 64,07 Punkten Platz 10 im Kurzprogramm, in der Kür mit 128,24 Punkten sogar Platz 6. Im Gesamtergebnis wurde sie bei diesen Weltmeisterschaften Neunte.

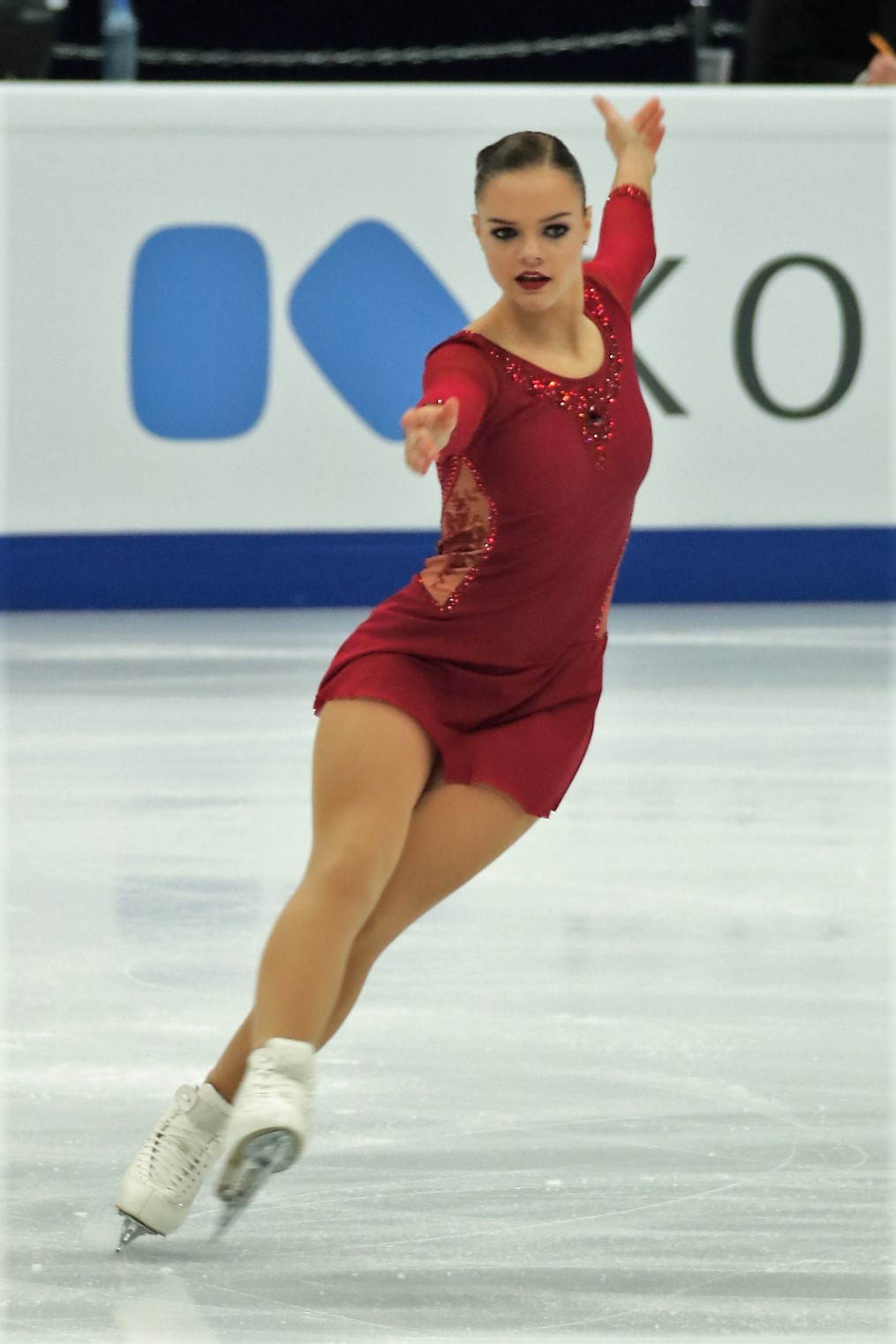
Hendrickx bei den Eiskunstlauf-Europameisterschaften 2018

Bei den Olympischen Winterspielen 2018 belegte sie Platz 16. Im Kurzprogramm lief sie zum Song Frozen und erreichte mit 55,16 Punkten Rang 20. Mit 116,72 Punkten erreichte sie Platz 14 in der Kür.
In der Saison 2018/19 wurde sie erneut belgische Meisterin. Bei der Nebelhorn Trophy gewann sie mit persönlichen Bestleistungen in Kurzprogramm und Kür die Bronzemedaille. Zudem nahm sie in Helsinki an ihrem ersten Wettbewerb der ISU-Grand-Prix-Serie teil, bei dem sie Platz 5 belegte. Verletzungsbedingt konnte sie nicht an den Europameisterschaften teilnehmen.
In der Saison 2020/21 gewann Hendrickx ihre zweite Goldmedaille beim Challenge Cup in Den Haag. Außerdem gewann sie bei der Budapest Trophy ihre erste Goldmedaille bei einem Wettbewerb der ISU-Challenger-Serie.
Im November 2021 gewann Hendrickx mit dem dritten Platz beim Gran Premio d’Italia in Turin ihre erste Medaille bei einem Wettbewerb der Grand-Prix-Serie.
2022 belegte sie bei den Olympischen Winterspielen in Peking den siebten Platz. Im selben Jahr gewann sie bei der Weltmeisterschaft in Montpellier die Silbermedaille. Bei den Europameisterschaften 2022 belegte Hendrickx zunächst den vierten Platz. Nachdem im Januar 2024 die Siegerin Kamila Walijewa wegen Dopings rückwirkend für vier Jahre gesperrt wurde, wurde Hendrickx nachträglich die Bronzemedaille zuerkannt.

## Ergebnisse
| Meisterschaft / Jahr                                                                                   | 2017    | 2018    | 2019    | 2020    | 2021    | 2022    | 2023    | 2024    |
| --- | ------- | ------- | ------- | ------- | ------- | ------- | ------- | ------- |
| Olympische Winterspiele                                                                                |         | 16.     |         |         |         | 7.      |         |         |
| Weltmeisterschaften                                                                                    | 15.     | 9.      | 12.     | A       | 5.      | 2.      | 3.      | 4.      |
| Europameisterschaften                                                                                  | 7.      | 5.      |         |         | A       | 3.      | 2.      | 1.      |
| Belgische Meisterschaften                                                                              | 1.      | 1.      | 1.      |         |         | 1.      | 1.      | Z       |
| Wettbewerb / Saison                                                                                    | 2016/17 | 2017/18 | 2018/19 | 2019/20 | 2020/21 | 2021/22 | 2022/23 | 2023/24 |
| GP Finale                                                                                              |         |         |         |         |         |         | 3.      | 2.      |
| GP Gran Premio d’Italia                                                                                |         |         |         |         |         | 3.      |         |         |
| GP Grand Prix de France                                                                                |         |         |         |         |         |         | 1.      |         |
| GP Grand Prix Espoo                                                                                    |         |         |         |         |         |         | 2.      |         |
| GP Helsinki                                                                                            |         |         | 5.      |         |         |         |         |         |
| GP Skate America                                                                                       |         |         |         |         |         |         |         | 1.      |
| GP Cup of China                                                                                        |         |         |         |         |         |         |         | 3.      |
| CS Budapest Trophy                                                                                     |         |         |         |         | 1.      |         |         |         |
| CS Finlandia Trophy                                                                                    | 7.      |         |         |         |         | 4.      |         |         |
| CS Nebelhorn Trophy                                                                                    | 7.      |         | 3.      |         |         |         | 1.      |         |
| Challenge Cup                                                                                          | 1.      |         |         |         | 1.      |         |         |         |
| GP = Grand Prix; CS = ISU Challenger Series; A = ausgefallener Wettbewerb; Z = Teilnahme zurückgezogen |         |         |         |         |         |         |         |         |